# Rudy Bourgarel
Pour les articles homonymes, voir Bourgarel.
Rudy Bourgarel, né le 27 août 1965 à Baie-Mahault en Guadeloupe, est un joueur de basket-ball professionnel français, évoluant pour l'équipe de France en 1988. Il mesure 2,13 m et joue au poste de pivot. 

Il est le père du basketteur Rudy Gobert, lui aussi pivot, mais au sein de l'équipe des Timberwolves du Minnesota, évoluant en NBA,,et en équipe de France.

## Biographie
Il évolue trois saisons en NCAA au Marist College où il évolue notamment aux côtés de Rik Smits. Il revient ensuite en France où il évolue successivement sous les couleurs du Racing CF et de Saint Quentin.